# خوان خوسيه أريولا
خوان خوسيه أريولا ثونيجا (بالإسبانية: Juan José Arreola Zúñiga) هو كاتب مكسيكي شهير وُلد في مدينة ثابوتلان الجرندي - المعروفة باسم ثيوداد جوثمان - التابعة لولاية خاليسكو في 21 سبتمبر 1918 وبدأ مسيرته المهنية مبكرًا بائعًا ومهرجًا وخبازًا، ونظرًا لحالة أسرته الفقيرة اضطر إلى ترك المدرسة في سن الحادية عشر، واكتفى بتعليم نفسه ذاتيًا بقراءة العديد من كتب شعراء أوروبا وأمريكا حتى حالفه الحظ وحصل على منحة دراسية وأتم تعليمه الجامعي حتى تخرج في جامعة المكسيك. وخوسيه أريولا هو كاتب القصص القصيرة الخيالية ونشر اختراع فاريا  أول مجموعة قصصية له في عام 1949.
عمل مدرسًا في الجامعة الوطنية المستقلة في المكسيك وحصل على الكثير من الأوسمة والجوائز الوطنية، وكان معلقًا تلفزيونيًا في دورة الألعاب الأولمبية، وكان مولعًا بالشطرنج، وتمتع بثقافة شاملة، وامتزجت أعماله بالتجارب العميقة والمرحة التي خاضها في حياته.
ويعتبر أريولا واحدًا من كتاب أمريكا اللاتينية الأكثر شهرة في الساحة الدولية. ليس فقط لحس الدعابة الذي يتميز به، ولكن أيضًا قدرته على طمس الحدود الفاصلة بين الواقع والخيال فيما يعرف بالواقعية السحرية. بالإضافة إلى دقة الاستعارات وجمال التشبيه وروعة التعبير، حيث يعد وريثاً لفن الطليعية. وهو بذلك يعد واحداً من الذين تخلوا عن الواقعية وممن أجادوا استخدام الرموز والفن الساخر وأدب الفانتازيا، مع توظيف شامل للمواقف والمفاهيم. وتكمن قدرته الأدبية في الفن القصصي، أو بمعنى آخر استخدامه للقصة والنصوص القصيرة المهمة ذات المعنى والدلالة، والتي رسمت صورة رائعة للمحادثات الأدبية وفنون الكتابة وحسن استخدام اللفظ في موقعه السليم. وكان مثل الساحر في إبداعه الخيالي وأنيقًا مثل ملك الشطرنج المخضرم. ويعد أسلوب أريولا النثري أسلوبًا ذا طابع كلاسيكي ومنقح أيضًا، كما تعد أعماله الأدبية الأكثر شهرة هي التآمر ورواية المعرض وكذلك بيستيريو. توفي أريولا بعد معاناة شديدة من داء الاستسقاء الدّماغيّ في جوادالاخارا عاصمة ولاية خاليسكو في 3 ديسمبر عام 2001 م.

## النشأة

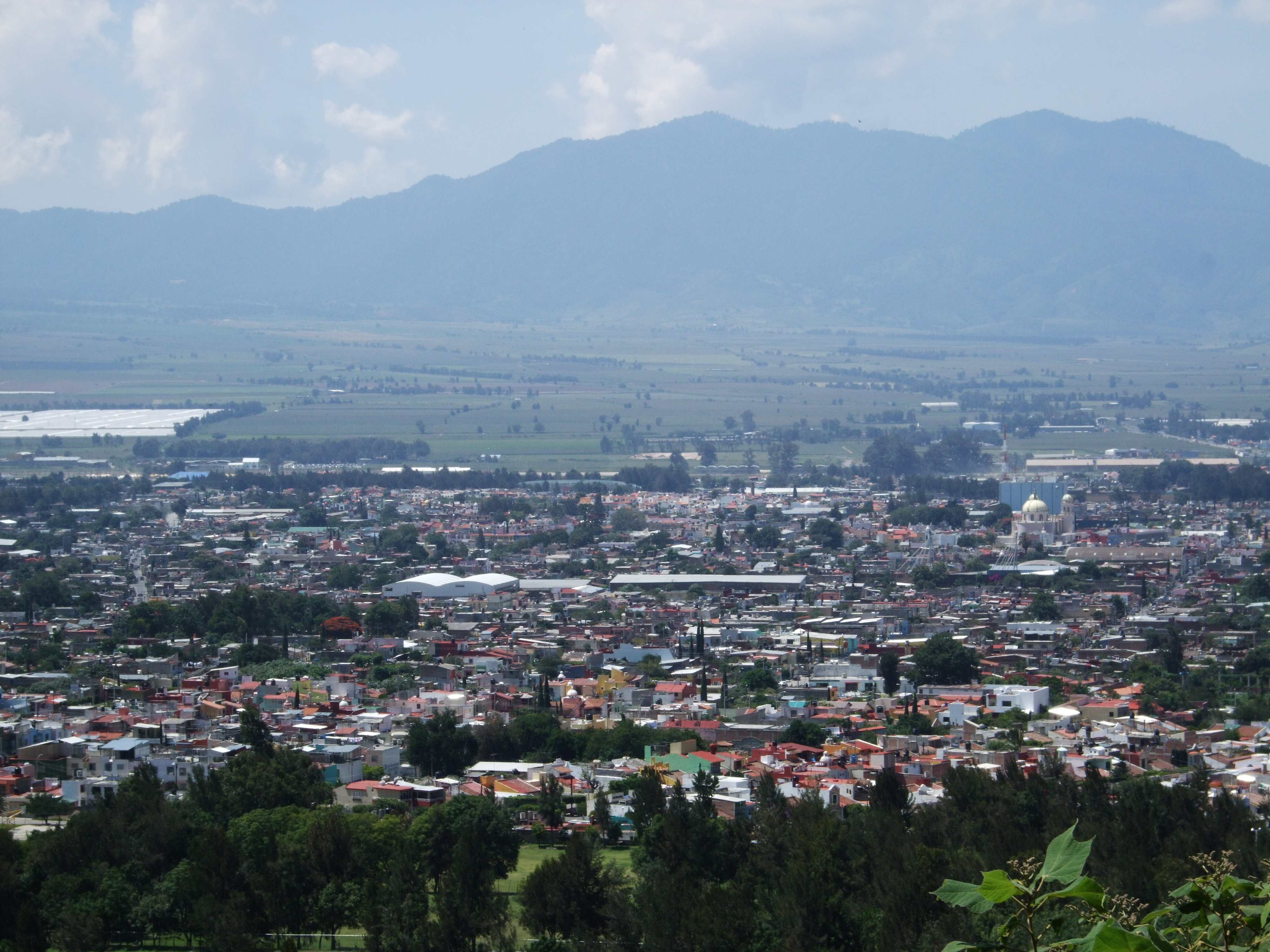
جانب من مدينة ثابوتلان الجرندي (ثيوداد جوثمان) مسقط رأس خوان خوسيه أريولا.

خوان خوسيه أريولا كان مولعًا جدًا بلعبة الشطرنج.

خوان خوسيه أريولا هو الابن الرابع لفيليب أريولا وفيكتوريا ثونيجا من أصل أربعة عشر ابنًا. وقد تلقى أريولا تعليمه الأساسي في مسقط رأسه في الفترة ما بين 1926 و1929. وفي عام 1930 عمل مجلدًا للكتب في بداية حياته المهنية، ثم شغل العديد من المهن ليتجاوز خط الفقر ولكي يبقى على قيد الحياة. وعلق قائلاً: 
| خوان خوسيه أريولا | لقد كنت بائعاً متجولاً وصحفياً وعتالاً ومحصلاً بنكياً. وأيضًا كنت عاملًا في مطبعة ومهرجًا وخبازًا. كل ما تريدونه وما يمكن تخيله. | خوان خوسيه أريولا |

 وكتب أول ثلاثة نصوص أدبية في عام 1934. وفي عام 1937 انتقل للعيش في مدينة المكسيك حيث التحق بالمعهد المسرحي للفنون الجميلة.
وفي عام 1941 قام بنشر قصته القصيرة حلم عيد الميلاد (بالإسبانية: sueño de Navidad)، وتعد تجربته الأدبية الأولى في الكتابة أثناء عمله كأستاذ بالجامعة الوطنية المستقلة في المكسيك. وفي عام 1942 نشر قصة أخرى بعنوان اتفاق مع الشيطان (بالإسبانية: Un pacto con el diablo)، وهي ضمن المجموعة القصصية التآمر. أما في عام 1943 وأثناء عمله كصحفي، فقد نشر قصة قصيرة أخرى يعمل الخير طالما هو على قيد الحياة (بالإسبانية: Hizo el bien mientras vivió). وفي العام التالي مباشرة، تعاون مع خوان رولفو وأنطونيو الآتوري وقاما بنشر المجلة الأدبية بان (Pan).
وبعد فترة وجيزة، سافر إلى باريس تلبية لدعوة من الممثل الفرنسي والمخرج المسرحي لويس جيوفه. وأثناء هذا الوقت، تعرف على الممثلين الفرنسيين جان لويس بارو ورينوار بيير. وبعدها بعام عاد إلى المكسيك. وفي عام 1948 وبفضل أنطونيو الآتوري عمل أريولا في صندوق الثقافة الاقتصادية، وهو واحد من أهم دور النشر في المكسيك بوصفه مصححًا لغويًا وخطاطًا.
وقد حصل أريولا على منحة من جامعة المكسيك بفضل تدخل الشاعر المكسيكي ألفونسو رييس أوتشوا. وقد نشر صندوق الثقافة الاقتصادية أول مجموعة قصصية لأريولا عام 1949 بعنوان اختراع فاريا (بالإسبانية: Varia Invención). وفي عام 1950 ساهم في تأسيس دار النشر لوس برسنتس، وحصل على منحة من مؤسسة روكفلر

## أعماله

خوسيه أريولا مع خوان رولفو.

تتوالى أعمال أريولا حيث أنه في عام 1952 نشر مجموعته القصصية «التآمر» (بالإسبانية: Confabulario) والذي اعتبره الكثيرون أول عمل حقيقي لأريولا. ونال عليه جائزتان:الأولى جائزة خاليسكو للآداب عام 1953، والثانية جائزة مهرجان الدراما للمعهد القومي للفنون الجميلة عام 1955. وفي عام 1963 حاز جائزة الكاتب المكسيكي خافير فياوروتيا للكتاب  عن روايته الشهيرة المعرض (بالإسبانية:La Feria)‏، والتي تعد واحدة من أبرز أعماله. وفي العام التالي مباشرة ترأس مجموعة وحيد القرن للنشر (Cuadernos del Unicornio) وبدأ مسيرته التعليمية بالتدريس في الجامعة الوطنية المستقلة في المكسيك.

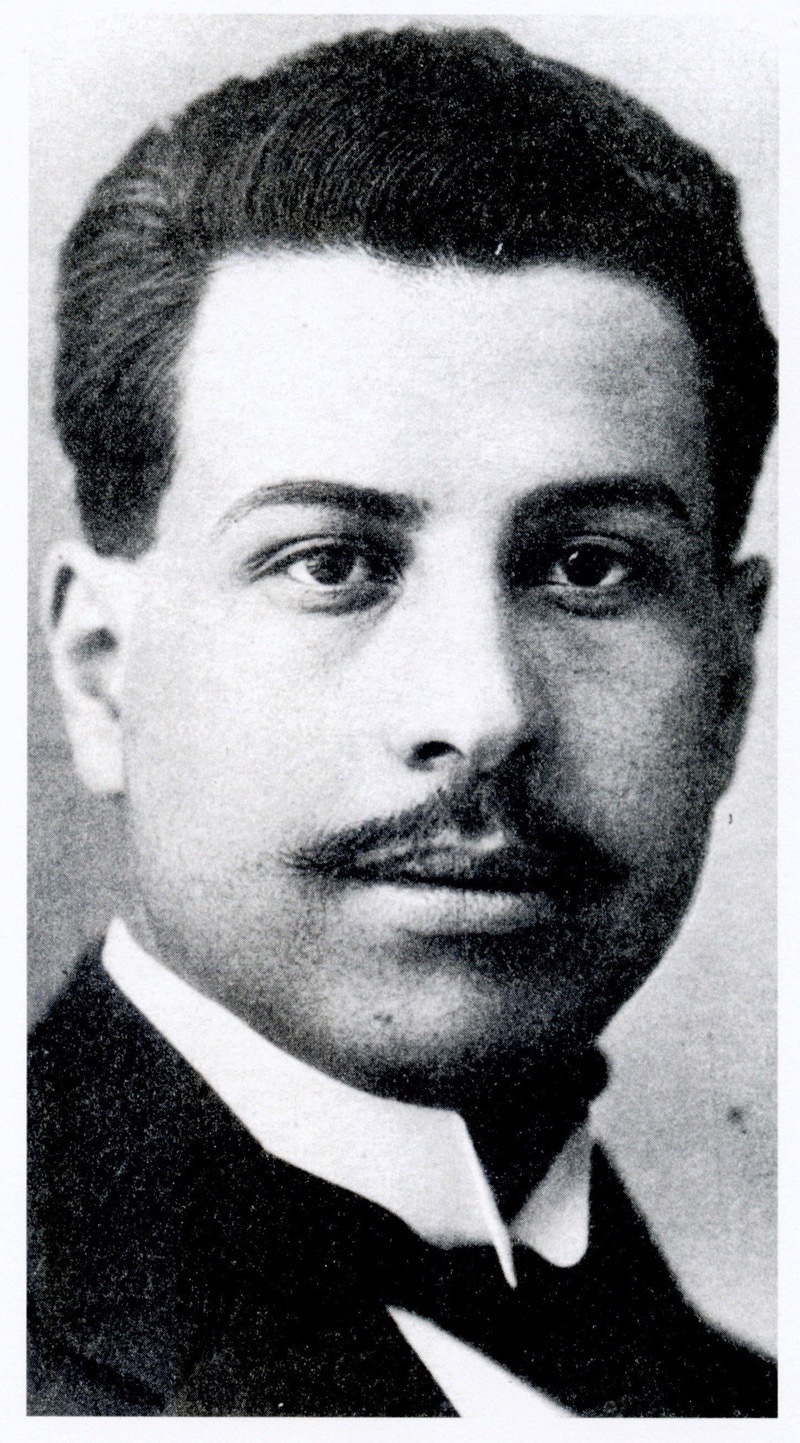
نال أريولا في عام 1998 جائزة الشاعر المكسيكي رامون لوبيز فيلاردي.

وفي عام 1969 حصل على وسام شرف من مجموعة خوسيه كليمنتي أوروزكو الثقافية التابعة لثيوداد جوثمان. وأخيرًا أكملت السلسلة الروائية نقطة فضة (بالإسبانية:Punta de plata)‏ والتي بدأت عام 1958 براوية بيستيريو (بالإسبانية:Bestiario)- سلسلة قصصية أسطورية عن الحيوانات - والتي نشرت عام 1972. أما في عام 1977 فقد فاز بالجائزة الوطنية للصحافة بالمكسيك عن عمله نشر المعرفة الثقافية بالقناة 13 المكسيكية. وتتوالى الجوائز على خوسيه أريولا، ففي عام 1979 حاز الجائزة الوطنية في العلوم والآداب في المكسيك. وبعدها بعشر سنوات أي في عام 1989 نال جائزة خاليسكو للفنون  أما في عام 1992 فقد شارك بوصفه معلقًا تلفزيونيًا في دورة الألعاب الأولمبية في مدينة برشلونة الإسبانية وتزامنًا مع هذا الحدث فقد منح جائزة خوان رولفو للآداب لدول أمريكا اللاتينية ومنطقة البحر الكاريبي عن مجموعة أعماله الأدبية المتنوعة، وعلى خلفية ذلك فقد شارك في معرض جوادالاخارا الدولي للكتاب. وفي عام 1997 حصل على جائزة الشاعر المكسيكي ألفونسو رييس أوتشوا الدولية.
وفي عام 1998 نال جائزة الشاعر المكسيكي رامون لوبيز فيلاردي. وفي العام التالي مباشرة وبمناسبة عيد ميلاده الثمانين، منح مجلس مدينة جوادالاخارا وسام الشرف لخوسيه أريولا ولقبه بالابن المفضل والجدير بالاحترام وذلك في احتفال أقيم في معهد كابانياس الثقافي بجوادالاخارا.
كان خوسيه أريولا مولعًا جدًا بلعبة الشطرنج، مما دفعه إلى دعوة الشاب بوبي فيشر، بطل الولايات المتحدة في لعبة الشطرنج في ذلك الوقت والذي أصبح فيما بعد بطلًا للعالم، إلى اللعب معه في جوادالاخارا. كان لدي أريولا ثقافة شاملة، وامتزجت أعماله بالتجارب العميقة والمرحة التي خاضها في حياتها. وأضاف إليها استخدام الرموز والفن الساخر مع توظيف شامل للمواقف والمفاهيم. وكان يفضل النصوص القصيرة والنصوص الهامة ذات المعنى والدلالة. ويعد أسلوب أريولا النثري أسلوبًا ذا طابع كلاسيكي ومنقح أيضًا. وقد ضرب أريولا عرض الحائط بكل قوانين المنطق والطبيعة في كل أعماله. وهو بذلك يشبه تماما الكاتب الأرجنتيني الشهير خورخي لويس بورخيس في نظرية الشك.

وكتب أريولا عن تعليمه فقال: 
| خوان خوسيه أريولا | أنا شخص عصامي بالتأكيد فقد علمت نفسي بنفسي في الثانية عشرة من عمري في مدينتي ثابوتلان الجرندي، فقد قرأت للشاعر والناقد الفرنسي شارل بيير بودلير وللشاعر الأمريكي والت ويتمان وللمؤسسين الرئيسيين للأسلوب الذي اتبعه وهو الشك في الفلسفة والدين ومنهم الكاتب الإيطالي جيوفاني بابيني، والناقد الأدبي الفرنسي مارسيل سكوب، إلى جانب قرابة خمسين كاتبًا أقل شهرة. | خوان خوسيه أريولا |

وفي عام 2010– أي بعد وفاته بتسع سنوات- نال جائزة دانيالا سانتا كروز في ولاية باخا كاليفورنيا بالمكسإيك.

## إنتاجه الأدبي

### كتب

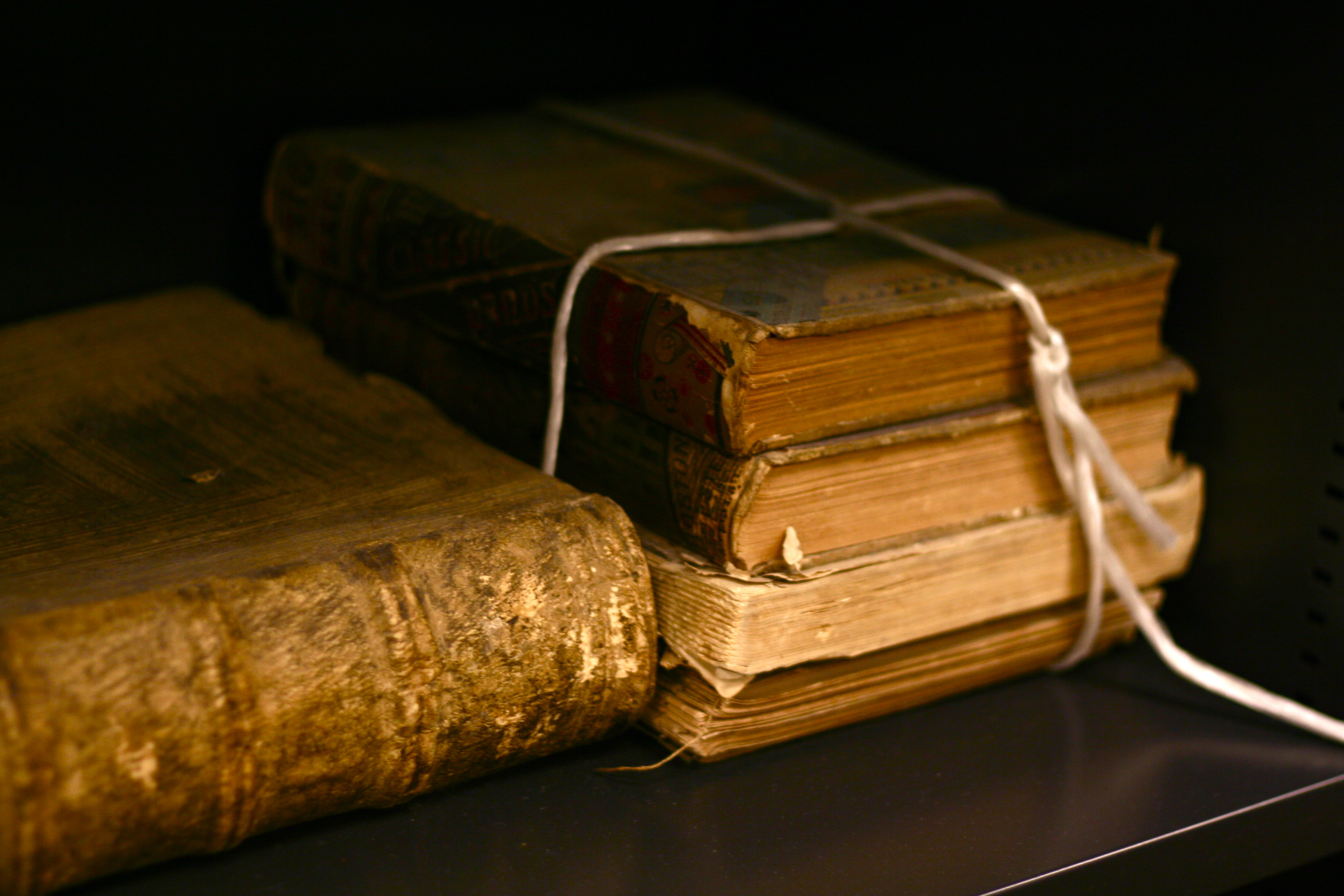
مجموعة نشرت بواسطة صندوق الثقافة الاقتصادية، المكسيك.

#### اختراع فاريا
المجموعة القصصية اختراع فاريا (بالإسبانية: Varia invención) وتشمل قصص اختراع فاريا، الوقت للجميع (قطعة مسرحية من فصل واحد)، نُشرت من قبل صندوق الثقافة الاقتصادية، المكسيك.

#### التآمر
المجموعة القصصية التآمر نشرت عام (1952) بالمكسيك وتتضمن القصص التالية:
| - ماخض الجبال - حقا أقول لكم (أقصوصة عن إنقاذ الروح (من الكتاب المقدس)). - وحيد القرن - المجلة (أدب الرعب) - محولجي (أدب الرمزية) - التلميذ - حواء (أقصوصة عن الجنس) - بنت من قرية صغيرة (أقصوصة عن الديوث) - سينسوا من رودس (أقصوصة دينية عن الحاجة الملحة إلى الله) - مونولوج المتمرد - المليجرام المعجزة - نابونيدوس - المنارة - بالتازار جيرارد - في الذاكرة (أقصوصة عن الجنس) | - طفل إتش بي - الإعلان (فن ساخر) - من المقذوفات - ترويض المرأة (فن ساخر) - بابلو (قصة تعكس مخاوف دينية وأزمات خطيرة نتيجة لعجز الإنسان عن حل وتفسير الرسالة الإلهية أو معنى وجوده في الحياة) - المثل من المقايضة - اتفاق مع الشيطان (قصة تعكس مخاوف دينية وأزمات خطيرة نتيجة لعجز الإنسان عن حل وتفسير الرسالة الإلهية أو معنى وجوده في الحياة) - التحول الديني (قصة تعكس مخاوف دينية وأزمات خطيرة نتيجة لعجز الإنسان عن حل وتفسير الرسالة الإلهية أو معنى وجوده في الحياة) - صمت الله - ثمار الأرض - سمعة سيئة - كوريدو (فن ساخر) - رسالة إلى الإسكافي الذي ينتج أحذية سيئة |  |

#### روايةالمعرض
رواية المعرض، دار النشر : خواكين مورتيز، المكسيك.

#### سياق متناظر

غلاف سياق متناظر

المجموعة القصصية الساخرة سياق متناظر 1971 (بالإسبانية: Palindroma) هو كتاب يجمع بين كونه مجموعة قصصية ساخرة وقطعة مسرحية، دار النشر : خواكين مورتيز، المكسيك. وتشتمل على جزئين:
| الجزء الأول (سياق متناظر) - ثلاثة أيام ومنفضة سجائر - بطولة كل الناس - البيوت السعيدة - حتى تدخل الحديقة - زجاجة كلاين - غشاء البكارة في المكسيك | الجزء الثاني (الاختلافات النحوية) - النعاس - الوقاية - وصفة محلية الصنع - من مسافر - المعضلة - ركوب الدراجات - علم الفلك - حكاية الاثنين حلم ما ؟ - أغنية راقصة - المجموعة الخيالية دكسوجرافيس - النداء الثالث (مسرحية هزلية من فصل واحد) |  |

#### بيستيريو
سلسلة قصصية أسطورية عن الحيوانات الرامزة 1972، دار النشر: تورنر، مدريد. وتتألف من أربعة أجزاء وهي بيستوريو وأغاني الألم الحزين وعلم العروض ومقاربات.
الجزء الأول (بيستوريو)
| - وحيد القرن - الضفدع - البيسون الأمريكي - الطيور الجارحة - النعامة - الحشرات - القطط - الجاموس الفلبيني - البومة - الدب - الفيل | غلاف المجموعة القصصية بيستيريو. وحيد القرن من المجموعة القصصية بيستيريو - الجزء الأول. - الجربوع - الإبليات «اللاما» - الأفعى - الحمار الوحشي - الزرافة - الضبع - فرس النهر - الغزلان - الفقمات - الطيور المائية - قنفذ البحر - القرود |  |

الجزء الثاني (أغاني الألم الحزين)
| - المجنون الحزين - كاسوس كونسينتييا - كالندا مايا - الشكر والعرفان لجون خاكوبي باتشوفان - الشكر والعرفان لريميديوس فارو - الخبر - عيد الميلاد - الصيد بالصقور - الملك الأسود - الشكر والعرفان لأوتو ويننخير - المسخ (فن ساخر) - حفلة كوكتيل - الفخ | - الفارس الأعزل - الحاشية - احذر - مزرعة أبقار - لغة سربانتس - أغنية - أنت وأنا - اللقاء - سيدة الأفكار - نظرية دولسينا - مقطوعة غنائية - تعالوا لنرى الزهرة - شهر عسل - الهدنة - بنود - الانجذاب |  |

الجزء الثالث (علم العروض)
| - تقرير من ليبريا - تليماكيا (يوناني) - الجحيم الخامس - دي لوسيرفاتوري (يوناني) - واحدة من اثنين - حرية - الأمنية الأخيرة - رثاء - زهرة من البلاغة اليونانية - فلاش - ألماس - خريطة المفقودات | - جنون الحب - الكهف - ما يملكه الآخرين - ناقوس الخطر لعام 2000 - مقابلة - حلم - القاتل - أغنية بيرنيل - أوتوري - النقش على الضريح - شعر أرسطو - المتهم المدان - مذكرات حاقد. |  |

الجزء الرابع (مقاربات)
| - الحزن للشاعر الفرنسي بول كلوديل - انحلال للشاعر الفرنسي بول كلوديل - أكتوبر للشاعر الفرنسي بول كلوديل - الاشتقاق للشاعر الفرنسي بول كلوديل - لحم خنزير للشاعر الفرنسي بول كلوديل - الحزن في الماء للشاعر الفرنسي بول كلوديل - التفكير في البحر للشاعر الفرنسي بول كلوديل - الأرض المطلة البحر للشاعر الفرنسي بول كلوديل | - إراقة المشروب للغد للشاعر الفرنسي بول كلوديل - عذق الخريف قصيدة للشاعر الإنجليزي فرنسيس ثمبوثن - تصريح قصيدة للكاتب والروائي الفرنسي بيير جيان جوافي - الضفدع قصة قصيرة للكاتب والشاعر الفرنسي جولز رينارد - من قلب ليتوانيا قصيدة للكاتب الفرنسي/ ليتواني لوبكس ميلوسس - عائلة من الأشجار قصيدة نثرية للكاتب والشاعر الفرنسي جولز رينارد - حياة العنكبوت الحقيقية للشاعر والرسام البلجيكي الأصل والفرنسي الجنسية هنري ميشو. |

#### كتابإنفنتاريو

غلاف كتاب إنفنتاريو.

كتاب إنفنتاريو 1976 (بالإسبانية: Inventario) من مجموعة المجلس الوطني للثقافة والفنون، دار النشر: صندوق الثقافة الاقتصادية، المكسيك.

#### كتابالتأمورية الشخصية
كتاب التأمورية الشخصية 1980 (بالإسبانية: Confabulario personal) وهو عبارة عن مجموعة نصوص متنوعة من كتاباته السابقة التي تمثل صورة متكاملة عن حياته الشخصية، دار النشر: بروجيرا، المكسيك

#### ذكريات
- الذاكرة والنسيان (بالإسبانية: Memoria y Olvido de Juan José Arreola)، بقلم «فرناندو ديل باسو» (يناير 2003)، صندوق الثقافة الاقتصادية، المكسيك.[74]

وهذا الكتاب هو نتاج عدة مقابلات مع الكاتب المكسيكي خوان خوسيه أريولا لمدة 100 ساعة. وقد قام فرناندو ديل باسو بتسجيلها وكتابتها وتحقيقها. ويروي هذا الكتاب حياة الكاتب في مرحلة الطفولة والشباب في الفترة من 1920 إلى 1947 وعقب عودته من باريس بفترة قصيرة. والفصول الأولى من حياة أريولا تعد النتيجة النهائية التي يعرضها هذا الكتاب. ويتألف هذا الكتاب من 272 صفحة.

### مقالات
- والمرأة الآن (1975) المكسيك، يوتوبيا (Utopí). ويندرج هذا الكتاب تحت الأدب الشفهي لخوسيه أريولا، وقد قام خورخي أرتورو أوخيدا بتجميعه.[76]
- كلمة التعليم (1973) المكسيك، مجموعة سبت- ستنتا (سبتمبر في فترة السبعينات). وينقسم العدد إلى ستة أجزاء وهي الحياة، والثقافة، والوعي، الشباب، المعلم، والكلمة. ويعد العمل خلاصة وافية عن المقابلات والمناقشات والمؤتمرات والمحاضرات التي قدمها خوسيه أريولا طوال حياته. وقد قام خورخي أرتورو أوخيدا بتجميع ذلك.[77]

وقد جُمعت النسختان معًا في كتاب واحد قامت بنشره ديانا كونكولتا (بالإسبانية:Diana-Conaculta) عام 2002.

## مقابلات
- مقابلة خوسيه أريولا مع بيثنتي لينيرو وآخرون في منزل أنطونيو أريولا، شقيق خوسيه أريولا، بمكسيكو سيتي في لقاء من جزء واحد بعنوان (هل تتذكر رولفو، خوان خوسيه أريولا؟) (1986).[79] وقد تم هذا اللقاء في الثالث والعشرين من يناير 1986 بعد مرور أسبوعين على وفاة خوان رولفو.

## الجوائز
حصل على العديد من الجوائز وهي كالتالي:
- جائزة خاليسكو للآداب (1953).
- جائزة مهرجان الدراما للمعهد القومي للفنون الجميلة (1955).
- جائزة الكاتب المكسيكي خافير فياوروتيا للكتاب عن روايته الشهيرة المعرض (1963).
- وسام شرف من مجموعة «خوسيه كليمنتي أوروزكو» الثقافية التابعة لثيوداد جوثمان (1969).
- الجائزة الوطنية للصحافة بالمكسيك (1977).
- الجائزة الوطنية في علم اللغة والآداب في مدينة المكسيك (1979)
- جائزة الجامعة الوطنية المستقلة في المكسيك (1987).[21]
- جائزة خاليسكو للفنون (1989).
- جائزة خوان رولفو للآداب لدول أمريكا اللاتينية ومنطقة البحر الكاريبي (1992)
- جائزة الشاعر المكسيكي ألفونسو رييس الدولية (1997).
- جائزة الشاعر المكسيكي رامون لوبيز فيلاردي (1998).
- وسام الشرف من مجلس مدينة جوادالاخارا (1999).
- لقب الابن المفضل والجدير بالاحترام في جوادالاخارا (1999).
- جائزة دانيالا سانتا كروز في ولاية باخا كاليفورنيا بالمكسيك (2010).

## وفاته
عانى أريولا معاناة شديدة من مرض استسقاء الرأس (عبارة عن زيادة في السائل المخي الشوكي في المنطقة المحيطة بالمخ) في آخر ثلاث سنوات من حياته قبل أن توافيه المنية في غوادالاخارا، عاصمة ولاية خاليسكو في 3 ديسمبر 2001 عن عمر ناهز الثلاثة والثمانين في منزله في خاليسكو، تاركًا أرملة وثلاثة أبناء وستة أحفاد.

## اقرأ أيضًا
| - أدولفو بيوي كاساريس - لورا إسكيبيل - خورخي لويس بورخيس - إدموندو باث سولدان - ماريو بارجاس يوسا | - سانتياجو رونكاجليولو - أكتافيو باث - رافائيل سانشيث فيرلوسيو - روبين دارييو - روبرتو بولانيو - رومولو جايجوس | - خوان رولفو - لورا ريستريبو - غابرييل غارثيا ماركيث - أوجوستو مونتيروسو - إرنستو ساباتو | - ألفونسو رييس أوتشوا - رامون لوبيث بيلاردي - قائمة الكتاب الذين كتبوا بالإسبانية - البوم الأمريكي اللاتيني |

## وصلات خارجية
- خوان خوسيه أريولا على موقع أرشيف الشارخ.
- مقطع فيديو يشرح سيرة خوان خوسيه أريولا على يوتيوب
- أعمال الكاتب ودور النشر
- الذاتية لخوان خوسيه أريولا من عام 1918 إلى 1940
- السيرة الذاتية لخوان خوسيه أريولا من عام 1941 إلى 1960
- السيرة الذاتية لخوان خوسيه أريولا من عام 1961 إلى 1980
- السيرة الذاتية لخوان خوسيه أريولا من عام 1981 إلى 2001
- خوان خوسيه أريولا هو واحد من أفضل كتاب المكسيك
- أريولا والعالم في العصور الوسطى